# Franjo Klein
Franjo Klein, född 17 oktober 1828 i Wien, död 26 augusti 1889 i Zagreb, var en kroatisk arkitekt av österrikiskt ursprung. Han var en av de främsta arkitekterna under den historicistiska epoken i Kroatien och en av de mest framträdande arkitekterna i Zagreb 1860-1870.

## Biografi
Klein föddes 1828 i en evangelisk familj i Wien. Under två år studerade han arkitektur vid Wiens konstakademi. 1851 flyttade han till Kroatien, då en österrikisk provins, och bosatte sig i Bjelovar där han hade fått arbete som murarförman vid Varaždin-Đurđevacs regimente. 1859 transfererades han till Zagreb.
Det är känt att Klein konstruerade och byggde flera offentliga byggnader under sin vistelse i Bjelovar men det finns ingen kvarvarande dokumentation som styrker att han är upphovsmannen bakom de byggnader som tillskrivits honom, däribland Adjutantens hus (1855–1859) och fängelsebyggnaden (1854–1861).  
Hans tidigaste kända verk i Kroatien är Jungfru Marie himmelsfärds kyrka (1855-1862) i Molve.